# Kościół w Hamrze
Kościół w Hamrze – świątynia należąca do diecezji Visby Kościoła Szwecji. Znajduje się w południowej części Gotlandii.

## Architektura
Tutejszy kościół w zamierzeniu budowniczych miał być bazyliką o trzech nawach. Ostatecznie wzniesiono jedynie prezbiterium i transept oraz wieżę w miejscu ich skrzyżowania. Nawy nigdy nie zbudowano. Pierwsza faza wznoszenia świątyni miała miejsce w połowie XIII wieku. Na początku następnego stulecia kościół był już przebudowywany. Rozebrano prezbiterium i południowe ramię transeptu, uzyskując w ten sposób coś na kształt nawy. Zmniejszeniu uległo wówczas prezbiterium. Renowację kościoła przeprowadzono w 1953 roku oraz w latach 1973-1974.

## Wnętrze

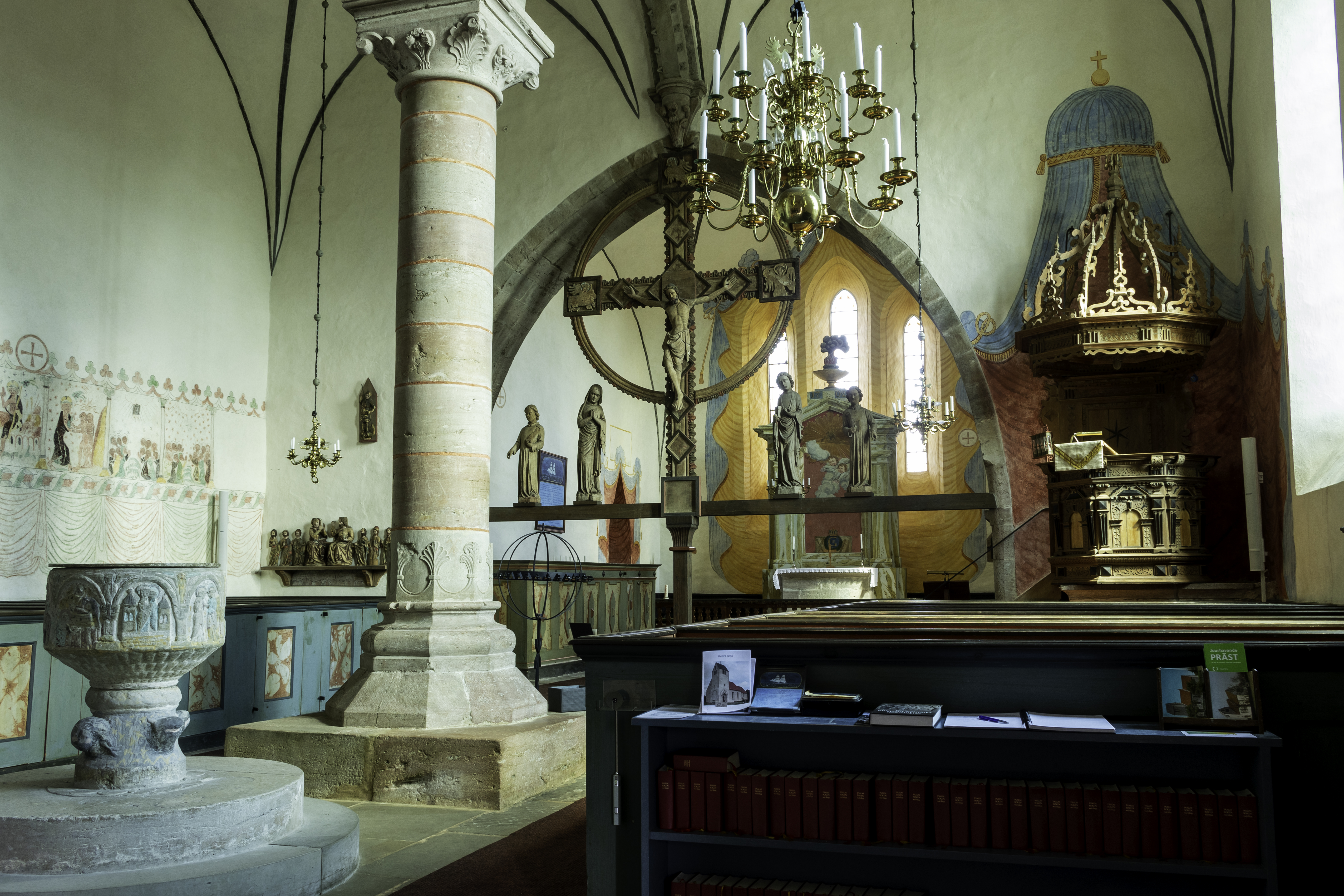
Wnętrze kościoła

Wnętrze świątyni zdobią polichromie pochodzące z XV wieku (autorstwa Mistrza Męki Pańskiej) oraz z XVIII wieku. We wnętrzu znajduje się kilka średniowiecznych rzeźb wykonanych w drewnie. Krzyż triumfalny i towarzyszące mu figury pochodzą z drugiej połowy XIV wieku. Inna grupa rzeźb datowana jest na około 1280 rok i stylistycznie nawiązuje do okazałego krzyża w łuku tęczowym w kościele w Öja. Znaleźć tu można także trzy drewniane rzeźby z XV wieku, które przedstawiają Chrystusa, św. Jerzego oraz koronację Maryi Panny. Ze średniowiecza pochodzi także chrzcielnica (XII wiek), wykonana przez rzeźbiarza epoki romańskiej, znanego pod pseudonimem Semibizantios. Płaskorzeźby na chrzcielnicy przedstawiają sceny z dzieciństwa Jezusa oraz św. Michała Archanioła.
Ołtarz z piaskowca ukończony został w 1792 roku. Krzyż triumfalny pochodzi z połowy XIV wieku. Ambona wykonana została w epoce renesansu. Cały komplet ławek to meble z XVIII wieku.